# Festival interceltique de Lorient 1982
La 12e édition du Festival interceltique de Lorient, qui se déroule du 6 au 15 août 1982, est un festival réunissant 4 000 artistes (musiciens, chanteurs, danseurs, etc.) venus de Bretagne, Irlande, Ecosse, Galice, Pays de Galles, Cornouailles et Île de Man.
Le FIL obtient pour la première fois une subvention du ministère de la Culture.
200 000 personnes assistent au festival. Les principales têtes d'affiche sont Alan Stivell, le spectacle The Brendan Voyage (en) de Shaun Davey, Brenda Wootton et Tri Yann.

## Manifestations
Le festival compte chaque jour de nombreuses activités culturelles, mais aussi sportives ou culinaires, dans différents lieux de la ville.

### Parc du Moustoir
- Le 13 août, Alan Stivell invite Angelo Branduardi sur scène (tournée Terre des vivants : Bed an dud vew)[5].
- Finale du Championnat national des bagadoù, remportée par le bagad Kemper[6].
- « Nuit des cornemuses », avec le palmarès du championnat et de nombreux bagadoù, pipe bands, chœurs, etc.
- « Festival des danses celtiques » (3 500 participants).
- « Nuit interceltique du folk ».
- Finale du Tournoi Juniors de Football des Pays Celtes.

### Palais des Congrès
- « Trophée MacAllan » pour soliste de Great Highland bagpipe, remporté par Patrick Molard pour la troisième année consécutive[7].
- Shaun Davey créée The Brendan Voyage[2] au Palais de Congrès, une œuvre mêlant orchestre symphonique aux instruments traditionnels, comme la uilleann pipe jouée par Liam O'Flynn.
- Brenda Wootton, accompagnée de son guitariste, explore le répertoire des chansons de Cornouailles[2].
- Concert de Pierre Bensusan.
- Concert de folk irlandais avec Dealan Dartha, Oisín et Sligeach.
- Concerts Folk de Bretagne et Folk de Galice.
- Soirée galloise.
- Concert de musique celtique contemporaine.
- Concours de fléchettes (« Prix Paddy »).
- Rencontre des télévisions et cinéastes celtiques
- Cabaret breton tous les soirs.

### Chapiteau des expositions, place Auguste Nayel
- 2 concerts de cornemuses d'Ecosse et d'Irlande.
- Concert d'instruments traditionnels de Bretagne.
- Exposition « Art et artisanat d'art des pays celtes » présentant le travail de plus de 250 peintres, graveurs, sculpteurs, potiers, tisserands, etc. issus des sept pays celtes.
- « Noblesse des Costumes et Musiques de Galice ».
- Signatures des écrivains bretons.
- Poésie : Hommage à Angela Duval.
- Concerts tous les jours, avec notamment Kyavll S'odjeh, Brath, Palmer et Reynolds, The Peggy Carthy Dancers ou le groupe Pèlerin.

### Places et rues de la ville
- Baleadenn Veur, « Grande parade des nations celtes et des pays de Bretagne », un défilé folklorique de bagadoù, cercles celtiques et autres délégations venues d'Ecosse, d'Irlande, de Galice, du pays de Galles, de l'Île de Man et de Cornouailles.
- Le « Triomphe des Nations Celtes », avec tous les bagadoù, pipe bands et danseurs du festival.
- « Le Pub » place Jules Ferry, avec la Cotriade le 11 août, et des concerts quotidiens de The Clutha (en), Dal g Cais, Gueule d'Amour, Sulan, John Molineux, Tamless, etc.
- Grande Nuit du port de pêche, avenue de la Perrière.
- Foire à la brocante cours de la Bôve.
- Parade des athlètes des pays celtes.
- « Relais de la Flamme celte ».
- Défilés, spectacles et concerts tous les jours dans les rues et les quartiers périphériques, avec notamment le Bagad de Lann Bihoué, le Vale of Atholl Pipe Band (en),  le Lothian Schools Strathspey and Reel Society, Ror Keltek, Chapter Four, Pablo Quintana, les Bock Yuann Fannee Dancers, les Cairngorm Highland Dancers, etc.

### Place de l'Hôtel de ville
- Après dix ans d'absence, le groupe Tri Yann revient pour la seconde fois au festival[4].
- « Grandes Nuits » de la Bretagne, de l'Irlande et de la Galice, de l'Écosse et l'ïle de Man.
- Fest Noz Vraz.
- « Grande poissonade ».

### Église Saint-Louis
- Messe solennelle en breton, avec Kanerion an Oriant, An Tryskel Kernewek, Cor Meibion Hen Dygwyn et Terra a Nosa.
- Concert de Musique Sacrée.
- Concert des chorales galloises et galiciennes.
- Concert de bombarde et orgue.
- Concert de bombardes et cuivres, avec Bernard Pichard,  Les Bombardes de Rennes et l'ensemble de cuivres Gabrieli.

### Conservatoire régional
- Concerts de harpe celtiques.
- Filaje, veillée traditionnelle vannetaise.
- « Le renouveau de la musique traditionnelle en Bretagne », conférence de Polig Montjarret.

### Autres
- Musique bretonne pour soliste de cornemuse à la Chambre de commerce.
- Championnat de batterie solo.
- Initiation à la danse bretonne.
- Iannick Skolan, une pièce de Danièle Laroche par le Théâtre de la Grève, au Plateau des 4 vents.
- « Noce vannetaise » au Plateau des 4 vents.
- Poésie : hommage à Xavier Grall.
- Exposition du « Costume breton et des pays celtiques » au Salon de l'Hôtel de ville.
- Exposition « La Vie rurale dans les Highlands d'Ecosse ».
- Université populaire bretonne d'été (UPBE), comprenant les cours « L'Archéologie » et « La langue bretonne ».
- Conférences à la Chambre de commerce.
- Championnat interceltique des sports traditionnels au Parc du Bois du château.
- Tournoi interceltique de bridge.
- Coupe interceltique de golf au Golf Saint-Laurent.
- « Transrad » en double dans l'avant port.
- Grand concours le « Poisson du Festival » dans les restaurants.

## Document vidéo
- Festival interceltique de Lorient 1982 , court métrage amateur en vidéo super 8 du 7 août 1982, sur le site de la Cinémathèque de Bretagne - durée : 10'15".